# Bulgarien-Rundfahrt

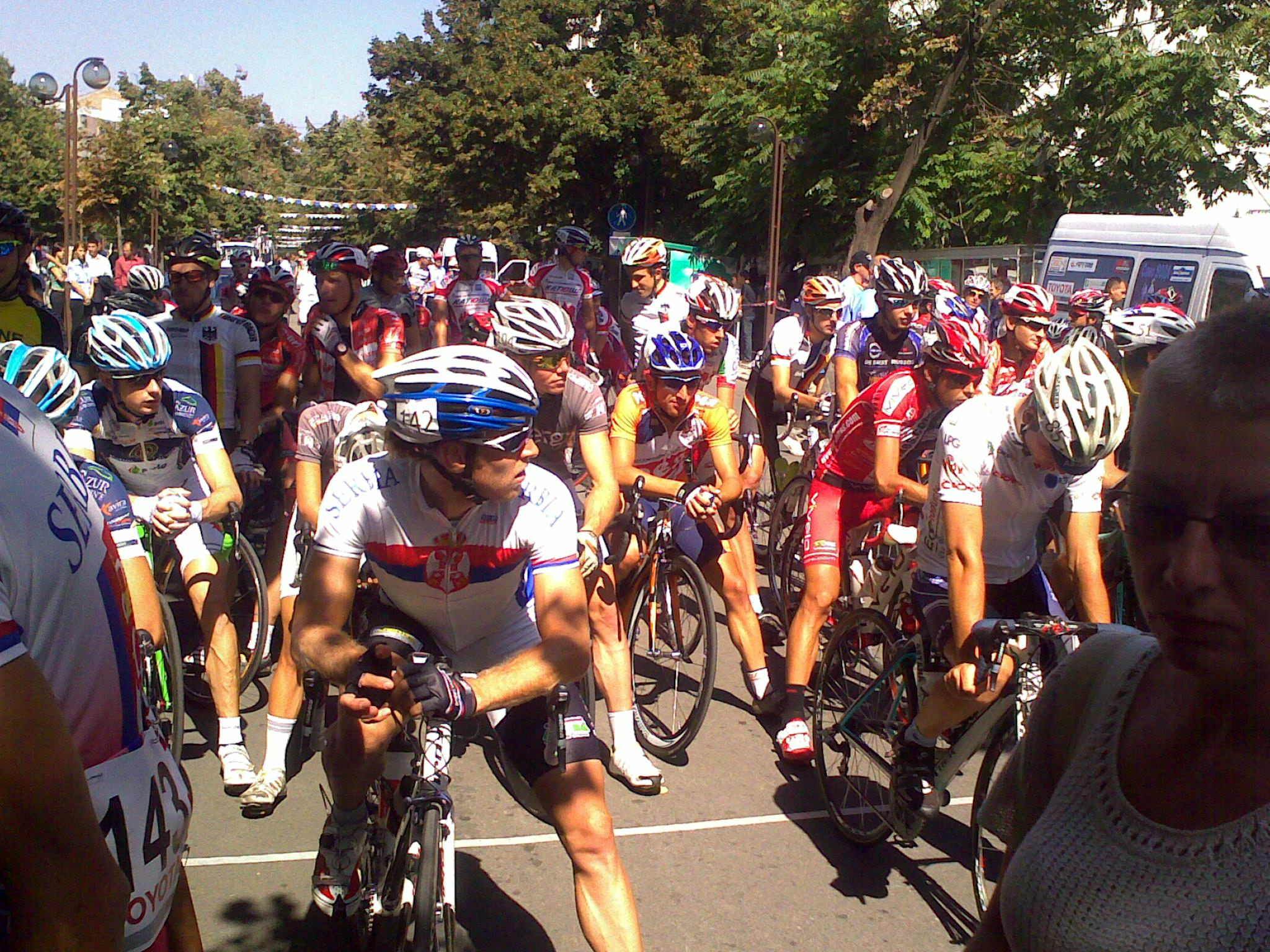
Die Bulgarien-Rundfahrt in Burgas (2010)

Die Bulgarien-Rundfahrt (bulgarisch Обиколка на България) ist ein bulgarisches Straßenradrennen.
Das Etappenrennen, welches seinen Termin typischerweise im September hat und meistens sieben oder mehr Etappen umfasst, wurde bereits im Jahre 1924 zum ersten Mal ausgetragen, alljährlich jedoch erst seit 1955. Seit Einführung der UCI Europe Tour in der Saison 2005 ist das Rennen Teil dieser Rennserie und in die Kategorie 2.2 eingestuft. Rekordsieger ist Iwajlo Gabrowski, der das Rennen bislang fünfmal für sich entscheiden konnte.

## Palmarès
- 2024  Matteo Malucelli
- 2023  Michal Schuran
- 2022  Kyrylo Zarenko
- 2021  Immanuel Stark
- 2020  Patryk Stosz
- 2018–2019 nicht ausgetragen
- 2017 Nord:  Serhij Lahkuti / Süd:  Witalij Buz
- 2016  Marco Tecchio
- 2015  Stefan Christow
- 2014 nicht ausgetragen
- 2013  Rémy Di Gregorio
- 2012  Maqsat Ajasbajew
- 2011  Iwajlo Gabrowski
- 2010  Krassimir Wassilew
- 2009  Iwajlo Gabrowski
- 2008  Iwajlo Gabrowski
- 2007  Ewgeni Gerganow
- 2006  Iwajlo Gabrowski
- 2005  Martin Prázdnovský
- 2004  Tomasz Kłoczko
- 2003  Iwajlo Gabrowski
- 2002  Dimitar Gospodinow
- 2001  Dimitar Gospodinow
- 2000  Seweryn Kohut
- 1999  Maxim Gurow
- 1998  Krassimir Koew
- 1997  Pawel Schumanow
- 1996  Christo Saikow
- 1995  Christo Saikow
- 1994  Christo Saikow
- 1993  Mano Lubbers
- 1992  Pawel Schumanow
- 1991  Aleksandar Milenković
- 1990  Pawel Schumanow
- 1989  Didier Pasgrimaud
- 1988  Walentin Schiwkow
- 1987  Petar Petrow
- 1986  Bojko Angelow
- 1985  Petar Petrow
- 1984  Nentscho Stajkow
- 1983  Wenelin Chubenow
- 1982  Leon Deschiz
- 1981  Boris Issajew
- 1980  Nentscho Stajkow
- 1979  Juri Barinow
- 1978  Nentscho Stajkow
- 1977  Siegbert Schmeißer
- 1976  Alexander Gusjatnikow
- 1975  Janusz Kowalski
- 1974  Rinat Scharafulin
- 1973  Iwan Skossyrew
- 1972  Iwan Popow
- 1971  Ryszard Szurkowski
- 1970  Fedor den Hertog
- 1969  Selvino Poloni
- 1968  Wesko Kutujew
- 1967  Ján Wenczel
- 1966  Iwan Bobekow
- 1965  Jiří Háva
- 1964  Boris Botschew
- 1963  Lalju Zotschew
- 1962  Iwan Bobekow
- 1961  Dimitar Kotew
- 1960  Bojan Kozew
- 1959  Bojan Kozew
- 1958  Bojan Kozew
- 1957  Nentscho Christow
- 1956  Dimitar Kolew
- 1955  Stojan Georgiew Demirew
- 1951–1954 nicht ausgetragen
- 1950  Milko Dimow
- 1949  Milko Dimow
- 1936–1948 nicht ausgetragen
- 1935  Marin Nikolow
- 1925–1934 nicht ausgetragen
- 1924  Georgi Abadschiew /  Kosta Djulgerow